# 卡洛·切雷索利

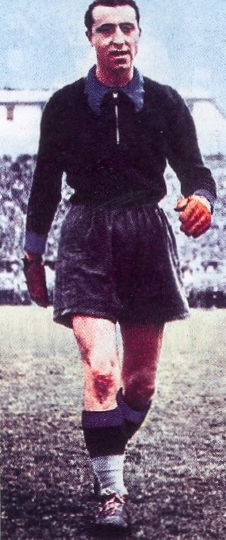
卡洛·切雷索利

卡洛·切雷索利（義大利語：Carlo Ceresoli，1910年6月14日—1995年4月22日），意大利男子足球运动员，场上位置是守门员。他曾代表意大利参加1938年国际足联世界杯，结果获得冠军。